# Claudius av Turin
Claudius av Turin, född under senare hälften av 700-talet, död före 832, var en spanskfödd teolog.
Kejsar Ludvig den fromme sände Claudius som biskop till Turin för att undervisa folket i bibeln och med svärd och predikan motarbeta maurerna. Eftersom han också verkade för att undantränga den vitt utgrenade bilddyrkan, gjorde han flera uttalanden i strid med samtida kyrklig åskådning, som att Petrus inte mottagit rätten att lösa och binda och att inte innehavaren av apostelns stol, utan bara den som utförde en apostels gärningar, hade rätt att kallas apostolicus. Uttalandena vållade konflikt. Claudius var en utmärkt predikant och efterlämnade ett flertal bibelkommentarer, vilka dock till större delen består av utdrag ur kyrkofäderna.